# Kanajärvi (sjö i Joensuu, Norra Karelen, 62,32 N, 30,73 Ö)
Kanajärvi är en sjö i kommunen Joensuu i landskapet Norra Karelen i Finland. Den är 7,8 meter djup. Arean är 38 hektar och strandlinjen är 6,77 kilometer lång. Sjön  ingår i Jänisjokis huvudavrinningsområde.   Den ligger omkring 58 kilometer sydöst om Joensuu och omkring 390 kilometer nordöst om Helsingfors. 
Kanajärvi ligger söder om Luotojärvi. 